# Asklepijev štap
Asklepijev štap (poznat također kao Eskulapov štap), starogrčki simbol povezan s astrologijom i liječenjem bolesti kroz medicinsko umijeće. Sastoji se od zmije isprepletene oko štapa. Asklepije, Apolonov sin, bio je iskusni liječnik u antičkoj grčkoj mitologiji. Asklepijev štap također predstavlja zviježđe Zmijonosca ili Ofijuha (lat. Ophiuchus) poznatog kao Ophiuchus Serpentarius, trinaesti znak sideričkog zodijaka.

## Simbolizam
Asklepijev štap simbolizira liječničko umijeće spajajući zmiju, koja svlačenjem svoje kože predstavlja simbol ponovnog rođenja i plodnosti, sa štapom, simbolom autoriteta pripisanom bogu medicine. Raširena tvrdnja govori kako je zmija omotana oko štapa zapravo bjelica, Elaphe longissima, također poznata pod nazivom Eskulapova ili Asklepijeva zmija. Bjelica je autohtona vrsta za jugoistočnu Europu, Malu Aziju i neke srednjoeuropske regije bogate toplicama, koje su očito nastanili Rimljani zbog vjerovanja u njene iscjeljiteljske moći.

## Podrijetlo
Postoji nekoliko različitih teorija o podrijetlu i razvoju Asklepijeva štapa, a svaka ili sve su doprinijele njegovom razvoju. Simbol je nazvan prema starogrčkoj legendi, iako legenda može biti i starija.

### Grčka mitologija
Prema grčkoj mitologiji navodi se kako je kentaur Hiron podučavao Asklepija liječničkom umijeću. Hiron je obično predstavljen kao kirurg na brodu Argu. Asklepije je bio toliko vješt u medicinskom umijeću da se govorilo kako je mogao pacijente vratiti iz mrtvih. Zbog toga je kažnjen i postavljen na nebo kao zviježđe Ofijuha, tj. Zmijonosca. Ovo zviježđe leži između Strijelca i Vage. U ranom kršćanstvu zviježđe se povezivalo sa svetim Pavlom koji je nosi maltešku zmiju. Prema nekim izvorima Asklepije se borio uz Ahejce u Trojanskom ratu, te je izliječio Filokteta od slavnog zmijskog ugriza.

### Teorija "crva"
Neki znanstvenici tvrde kako je simbol nekoć predstavljao crva omotanog oko štapa. Parazitski crvi poput "gvinejskog crva" (Dracunculus medinensis) bili su uobičajeni u antičkim vremenima, a izvlačili su se ispod kože obavijanjem oko štapa. Crv je pogrešno zamijenjen zmijom u srednjem vijeku te je od tada umjesto crva simbol postao poznat kao štap s omotanom zmijom.

### Biblija
Slični simbol, Nehuštan, spominje se u Bibliji. U Brojevima 21:4-9 Biblija kazuje kako su Izraelci počeli govoriti protiv Mojsija i Boga zbog svoga očajnog položaja.

"Zašto nas izvedoste iz Egipta? Zar da izginemo u pustinji? Jer nema ovdje ni kruha ni vode. A to jadno jelo već nam se gadi." Brojevi 21:5

Ovo je razljutilo Boga pa je odlučio poslati ljute zmije koje su napadale Izraelce te su mnogi umrli. Izraelci su zatim došli Mojsiju s molbom Bogu kajući se za svoje grijehe i tražeći oprost. Bog se tada obratio Mojsiju rekavši mu da načini mjedenu zmiju i postavi je na motku. Kad bi koga ujela ljutica, pogledao bi u mjedenu zmiju i ozdravio. Moguće je da su ovaj događaj i Nehuštan utjecali na simbol Asklepijeva štapa, pa otuda mogući razlog zašto se on danas koristi kao simbol medicine i liječnika.

## Profesionalna uporaba
Brojne organizacije i službe koriste Asklepijev štap kao svoj logotip ili dio svog logotipa.
Među njima su sljedeći:
- American Medical Association (Američko liječničko udruženje)
- American Osteopathic Association (Američko ostepatsko udruženje)
- American Veterinary Medical Association (Američko veterinarsko liječničko udruženje)
- Australian Medical Association (Australsko liječničko udruženje)
- British Royal Army Medical Corps (Medicinski korpus Britanske kraljevske vojske)
- Canadian Medical Association (Kanadsko medicinsko udruženje)
- Star of Life (Zvijezda života), simbol hitne medicinske pomoći
- Svjetska zdravstvena organizacija (World Health Organization)
- Australian Veterinary Association (Australsko veterinarsko udruženje)
- Malezijsko medicinsko vijeće
- MedicAlert

## Zabuna s kaducejom
Kaducej se ponekad koristi kao simbol medicine ili liječnika (umjesto Asklepijeva štapa) iako ovaj simbol nema nikakve veze s Hipokratom, a bilo kakva povezanost s liječničkim umijećem je često nategnuta. Njegove pojedinačno neprikladne konotacije s krađom, trgovinom, prijevarom i smrću pružile su inspiraciju akademskom humoru:

Kao bog putova i tržnica Hermes je prije svega bio zaštitnik trgovine i debelog novčanika: kao korolar, bio je posebni zaštitnik putujućih trgovaca. Kao glasnik bogova nije donio samo mir na Zemlju (ponekad čak i mir smrti), već je i njegova blagoglagoljiva elokvencija uvijek mogla gore stvari prikazati boljima. Zar ne bi s tog gledišta njegov simbol bio prigodan za neke kongresnike, sve nadriliječnike, prodavače knjiga i dobavljače vakuumskih aparata za čišćenje, prije nego za terapeuta koji izravno iskazuje svoje misli? Kao pratilac umrlih do njihova podzemna prebivališta, njegov amblem bolje bi odgovarao mrtvačkim nego liječničkim kolima.

Bez obzira na sve, učinjeni su brojni pokušaji dokazivanja kako je kaducej prikladan simbol medicine i/ili medicinskih praktičara. Apologeti su predlagali kako je znak prikladan za vojno medicinsko osoblje zbog svoje konotacije neutralnosti. Drugi su pak prikupili i prikazali dokazane asocijacije između Hermesa (ili Merkura) te djela ili prilika koje se pripisuju ulozi liječnika.
Međutim raširena zbrka oko navodnog medicinskog značenja kaduceja javila se kao posljedica događaja u SAD-u u 19. stoljeću. Ovaj se simbol pojavio na rožnjacima vojnih bolničkih poslužitelja najranije 1856. Kasnije je 1902. pridodan na uniforme vojnih medicinskih časnika. Ovu ideju proveo je kapetan Reynolds, koji je nakon nekoliko odbijanja glavnog kirurga, uvjerio novog načelnika brigadnog generala Williama H. Forwooda da usvoji njegov prijedlog. Proturječnost je primijetio nekoliko godina poslije knjižničar glavnog kirurga, no simbol je ostao nepromijenjen. Godine 1901. francuski mjesečnik vojne medicine naslovljen je La Caducée. Kaduceja je službeno prihvatio Medicinski odsjek vojske SAD-a 1902. godine. Nakon Prvog svjetskog rata kaducej je postao amblemom i Vojnog medicinskog odsjeka i Mornaričkog bolničkog korpusa. Iako je Američko udruženje liječnika neko vrijeme koristilo ovaj simbol, 1912. nakon opširne rasprave kaducej je napušten i umjesto njega je razborito odabran Asklepijev štap.
Daljnja zbrka uzrokovana je uporabom kaduceja kao tiskarske oznake (jer je Hermes bio bog elokvencije i glasnika), koja se pojavljuje u mnogim medicinskim knjigama kao tiskarska oznaka, iako je kasnije pogrešno zamijenjena za simbol medicine.
Istraživanje američkih zdravstvenih organizacija iz 1992. godine pokazalo je kako 62 % profesionalnih udruženja koriste Asklepijev štap, dok među komercijalnim organizacijama njih 72 % koristi kaducej.

## Standardni prikaz
Asklepijev štap je predstavljen u tablici Miscellaneous Symbols kao standrad Unicode s kodom U+2695 (⚕).

## Više informacija
- Aronov štap